# Адамс, Джон Куч
Джон Кауч А́дамс (англ. John Couch Adams; устаревшие написания: Джон Кух Адамс, Джон Кук Адамс, 5 июня 1819, Корнуолл, Англия — 21 января 1892, Кембридж, Англия) — британский математик и астроном, иностранный член-корреспондент Петербургской академии наук, член Лондонского королевского общества.

## Биография
Родился в Лэнисте, близ Лэнстана, в Корнуолле. Ещё в детстве он проявил исключительные для его возраста математические способности и в 1831 году родители послали его учиться в частную школу в Девонпорт, известную высоким уровнем преподавания:86. Прошёл университетский курс в Кембридже, в 1841 году держал экзамен на магистра. В январе 1843 года на ежегодном математическом конкурсе в Кембридже Адамс стал первым призёром, опередившим следующего за ним второго призёра на 2000 очков: он «заработал» 4000 очков, а второй — 2000. Это небывалый ранее случай на подобных конкурсах. Как первый призёр конкурса Адамс становится членом научного совета колледжа Сент Джона:87.
В июле 1841 года Адамс записал в своём дневнике:

Принял решение… приступить как можно скорее после получения степени к исследованию неправильностей в движении Урана, которые ещё до сих пор не объяснены. Моя цель — установить, можно ли их приписать действию не обнаруженной ещё планеты за Ураном, определить приближенно элементы её орбиты и пр., что приведет, вероятно, к открытию планеты. — Цит. по::86
Его наиболее известным достижением было предсказание существования и положения в пространстве Нептуна при помощи одной лишь математики (планета, открытая «на кончике пера»). Расчёты были проведены для объяснения отклонений в орбите Урана от законов Кеплера и Ньютона.
Всего, начиная с лета 1843 года до сентября 1845 года, Адамс получил 6 решений, из которых каждое следующее считал точнее предыдущего. В сентябре 1845 года Адамс передал вычисленные им элементы орбиты неизвестной планеты Чэллису, а тот — королевскому астроному Эйри. Оказалось, что Чаллис в августе не раз наблюдал эту планету, не придавая этому значения, но он и Эйри обратили внимание на труды Адамса в то время, когда уже независимо от Адамса такие же расчёты проделал Урбен Леверье. В 1846 году Иоганн Галле по указаниям, полученным от Леверье, обнаружил Нептун. О первенстве открытия между английскими и французскими астрономами возник спор, решённый в пользу Леверье.
Адамс, пробыв много лет преподавателем при Кембриджском университете, в 1858 году сделан профессором астрономии. Большинство его сочинений находится в записках обществ Астрономического и Королевского в Лондоне. Сочинение о возмущениях в движении Урана в 1847 году издано отдельной рукописью; в 1851 году напечатано в «Nautical Almanach» под названием «The observed irregularities in the motion of Uranus».
Был президентом Королевского астрономического общества. На протяжении многих лет Адамс занимался вопросами численного интегрирования дифференциальных уравнений:153, в его честь назван разработанный им «метод Адамса» в теории дифференциальных уравнений. В честь Джона Адамса и двух его астрономов-однофамильцев назван кратер на Луне.
Кембриджским университетом учреждена и вручается премия Адамса (англ. Adams Prize).

## Личная жизнь
В 1863 году Адамс женился на мисс Элизе Брюс (1827—1919) из Дублина, пережившей его на 27 лет, и похороненной рядом с ним. Состояние Адамса к концу жизни составляло 32434 фунтов стерлингов (2,6 млн фунтов в ценах 2003 года).